# Gymnomitrion corallioides
Gymnomitrion corallioides là một loài Rêu trong họ Gymnomitriaceae. Loài này được Nees mô tả khoa học đầu tiên năm 1833.